# Krampf
Ein Krampf (mittelhochdeutsch krampf, althochdeutsch chrampho), latinisiert Krampus oder Crampus (Plural Crampi), auch Muskelkrampf (Myospasmus) oder Spasmus genannt, ist eine ungewollte und oft schmerzhafte Muskelanspannung. Die Ursachen für Muskelkrämpfe sind sehr verschieden, bei wiederholten Krämpfen sind es oft Nerven- oder Muskelerkrankungen. Vom hier beschriebenen Krampf sind der Krampfanfall und der Fieberkrampf zu unterscheiden.

## Ursachen
Krämpfe (Spasmen) haben unterschiedliche Ursachen wie Mineralstoffmangel (Elektrolytstörung, z. B. Magnesiummangel oder Hypocalcämie), beispielsweise in Folge eines übermäßigen Alkoholkonsums, Stoffwechselstörungen (z. B. Diabetes mellitus), mangelnde Durchblutung, medikamentöse Nebenwirkungen, Schilddrüsenunterfunktion, Nervenschäden, Überbeanspruchung der Muskulatur oder orthopädische Ursachen (z. B. Fußfehlstellung). Auch während der Schwangerschaft ist die Anfälligkeit für das Auftreten von Muskelkrämpfen erhöht. Häufig tritt ein Muskelkrampf ohne erkennbare Ursache auf. Eine häufige Ursache für sporttypische oder überwiegend nachts auftretende Muskelkrämpfe ist Magnesiummangel. Die Ursache von Muskelkrämpfen im Ruhezustand kann ein Calciummangel im Blut sein.
Eine physiologisch normale Magnesiumkonzentration im Körper begünstigt den Kalium-Rücktransport in die Zelle, was für die Beendigung des Aktionspotentials und die Beendigung des Einstroms von Calcium-Ionen aus dem sarkoplasmatischen Retikulum (sER) wichtig ist. Magnesium ist ein physiologischer Calcium-Kanal-Blocker, der die Freisetzung von Calcium ins Innere der Muskelzelle vermindert. Fehlt Magnesium, kann dies demzufolge zu einer andauernden, schmerzhaften Muskelkontraktion führen. Insgesamt hat Magnesium eine hemmende Wirkung auf das neuromuskuläre System. Es reduziert die elektrische Erregbarkeit des Neurons und verringert die Nervenleitgeschwindigkeit. Dementsprechend senkt eine niedrige Magnesiumkonzentration die Schwelle der Nervenerregung und erhöht die Nervenleitgeschwindigkeit.
Als meist gutartige und vielen Menschen bekannte Erscheinung können Muskelkrämpfe nach Überanstrengung einzelner Muskelgruppen und bei Elektrolytstörungen auftreten. Häufig sind nächtliche Wadenkrämpfe, auch Krampussyndrom (veraltet) genannt, oder auch sogenannte Schreibkrämpfe der Handmuskulatur.
Teilweise ist auch ein Mangel von Natriumchlorid (Speisesalz) die Ursache von Krämpfen. Natriumchlorid wird bei sportlicher Aktivität durch den Schweiß vermehrt abgesondert. Ein Ausgleich ist unbedingt notwendig, weil ein Elektrolytmangel gegenüber dem extrazellulären Raum die Funktion der Nervenzellen stark beeinträchtigen kann.
Ebenso kann auch ein Mangel an Kalium (beispielsweise durch übermäßiges Ausschwitzen) zum Entstehen von Krämpfen mit beitragen. Als wichtiger Elektrolyt ist es für die Steuerung der Muskeltätigkeit von Bedeutung (Kaliummangel, siehe Hypokaliämie).
Es wird alternativ die Hypothese eines neuromuskulären Ursprungs zur Entstehung von Muskelkrämpfen von zahlreichen Medizinern vertreten. Sporadisch auftretende nächtliche Muskelkrämpfe beispielsweise werden anscheinend von Motoneuronen ausgelöst. In gewissen Fällen könnte zudem der Aspekt der Ermüdung (lokal oder zentral) eine ganz entscheidende Rolle spielen. Sowohl die genauen Ursachen des Muskelkrampfes wie auch die dabei entstehenden Schmerzen sind nicht vollkommen erforscht.
Nach einer Untersuchung von 2004 könnte die Ursache des Muskelkrampfes bei Sportlern nicht wie in der Literatur vermutet an einem Mangel an Elektrolyten liegen, sondern auf dem Boden einer neuronalen Dysfunktion in den Zielmuskel-Muskelspindeln und den Golgi-Sehnenorganen entstehen.
Medikamente mit diuretischer Wirkung, wie z. B. viele blutdrucksenkende Mittel, tragen zum Verlust von Salzen aus dem Körper bei und können dadurch Krämpfe begünstigen.

## Behandlung von Muskelkrämpfen
Es wird angenommen, dass Dehnungsübungen, Massagen und eine ausreichende Flüssigkeitsaufnahme Muskelkrämpfe mildern.
Die bei Muskel- und Gelenksverletzungen empfohlene PECH-Regel (Pause, Eis, Compression, Hochlagern) ist bei Muskelkrämpfen eher ungeeignet. Insbesondere die Kühlung wird zur Behandlung eines Muskelkrampfes nicht empfohlen.
Zur Behandlung des Krampfes soll das Bewegungsausmaß des Gelenks ausgeschöpft werden, damit sich der Muskel verkürzen kann, um erneutes Auslösen des Sehnenreflexes zu verhindern. Auch eine sanfte Lockerungsmassage oder eine Wärmebehandlung kann gegen den akuten Muskelschmerz helfen.
Ein Krampf lässt sich vielfach beenden, indem der betroffene Muskel gestreckt wird. Beim Wadenkrampf kann dies beispielsweise geschehen, indem der Vorderfuß des betroffenen Beins auf einer Erhöhung positioniert oder das Bein nach hinten gestreckt und belastet wird.
Krämpfe im Oberschenkel lassen sich manchmal durch eine kreisende Massage des Muskels lösen. Bei einem beginnenden Krampf kann auch die Erschütterung beim kräftigen Aufstampfen des Fußes helfen.
Krämpfe an der Innen- und Rückseite des Oberschenkels lassen sich oft jedoch kaum lösen.
Da die Ursachen-Zusammenhänge von Krämpfen infolge körperlicher Betätigung noch nicht geklärt sind, können Krämpfe beim Sport vorläufig nur ausgeschlossen werden, indem ungewöhnliche Belastungen vermieden werden. Das heißt, die Belastung darf (auch bei Wettkämpfen) nicht andersartig oder wesentlich intensiver ausfallen als beim regelmäßigen Training.
Die Wirksamkeit von Chinin ist wissenschaftlich hinreichend belegt, ist jedoch insgesamt eher gering und sollte wegen möglicher starker Nebenwirkungen wie Tinnitus nur unter ärztlicher Kontrolle eingesetzt werden. Die Tagesdosis zur Behandlung von Krämpfen sollte 200–400 mg nicht überschreiten.

### Aufnahme von Flüssigkeiten und Mineralstoffen (Elektrolyten)
Ob die Zufuhr von Wasser sowie Mineralstoffen wie Natrium, Kalium und Magnesium, die im Körper als Elektrolyt wirken, die Entstehung von Krämpfen verhindern kann, ist umstritten. Dennoch wird häufig empfohlen, zur Vermeidung von Krämpfen, vor, während und nach körperlicher Betätigung ausreichend Flüssigkeit einzunehmen, insbesondere Fruchtsäfte und Mineralwasser.
Beim Schwitzen verliert der Körper Salz (Natriumchlorid), aber keine weiteren Mineralstoffe. Nach starkem Schwitzen kann zum Ausgleich einem Liter Trinkwasser bis zu ein halber Teelöffel Speisesalz zugesetzt werden.
Dass die Einnahme von Calcium oder Magnesium bei Krämpfen (oder anderen Muskelproblemen) auch kurzfristig hilft, wird gelegentlich berichtet, ist wissenschaftlich jedoch nicht belegt. Durch Trinken von verdünntem Essig oder „Gurkenwasser“ (die essighaltige Flüssigkeit, in der Gurken eingelegt sind) kann einer US-amerikanischen Studie zufolge dagegen die Krampfdauer um fast die Hälfte auf durchschnittlich 85 Sekunden verkürzt werden.
Isotonische und Sportgetränke erreichen eine kurzfristige Besserung des Befindens oft lediglich durch den enthaltenen Zucker, haben jedoch keinen Einfluss auf das Auftreten von Krämpfen. Die Aufnahme von isoliertem Zucker verursacht zudem eine Schwankung des Blutzuckerspiegels, die auch kontraproduktiv wirken kann (siehe Physiologie im Artikel Elektrolyt).

#### Magnesium
Neben der Einnahme geringer Mengen Kochsalz wird am häufigsten die Einnahme von Magnesium zur Behandlung und Vorbeugung von Krämpfen empfohlen, obwohl auch hier keine eindeutigen Studienergebnisse vorliegen. Abgesehen von einer leicht abführenden Wirkung einiger Magnesiumverbindungen und gelegentlichem Auftreten von Unwohlsein sind bei der Einnahme von Magnesium keine Nebenwirkungen zu befürchten.
Magnesium wird in erster Linie mit Gemüsesorten wie Spinat und Kohl, Nüssen wie Mandeln und Cashew, Kürbiskernen, Sojamilch sowie Vollkorngetreide wie braunem Reis und Quinoa aufgenommen. Vollkornmehl enthält etwa fünfmal soviel Magnesium wie Weißmehl.
Magnesium hat offenbar einen günstigen Einfluss auf die Aufnahme von Kalium und Natrium, was neben der Muskelfunktion auch die Verarbeitung der Nervenimpulse verbessert. Von den in Nahrungsmitteln vorkommenden Magnesiumverbindungen scheint besonders Magnesiummalat die Neigung zu Muskelkrämpfen verringern zu können.
Im Handel erhältliche Magnesiumpräparate enthalten viele unterschiedliche Magnesiumverbindungen. Von den am häufigsten enthaltenen Verbindungen Magnesiumcitrat und Magnesiumoxid wird Magnesiumcitrat in deutlich größerer Menge vom Körper aufgenommen.
Magnesiumaspartat, Magnesiummalat und Magnesiumtaurat bzw. Magnesiumacetyltaurat könnten eine noch bessere Bioverfügbarkeit aufweisen.

#### Calcium
Kalkhaltiges Trinkwasser enthält in der Regel genügend Calcium. Eine zusätzliche Einnahme von Calcium hat bei Krämpfen während der Schwangerschaft eine gewisse Wirkung gezeigt.

#### Kalium
Wenn Hitzekrämpfe nach körperlicher Anstrengung auf eine Elektrolytstörung zurückgeführt werden, kann neben einer ausreichenden Flüssigkeitszufuhr insbesondere die Aufnahme von Kalium zu einer Besserung führen.
Kalium unterstützt die Muskelfunktion. Es ist reichlich in beispielsweise in Bananen, Avocados, Süßkartoffeln, Orangen und Bohnen enthalten.

### Vorbeugung
Neben der Vermeidung ungewöhnlicher Belastungen kann in erster Linie eine gesunde und ausgewogene Ernährung zur Vorbeugung von Krämpfen beitragen.
Es gibt Hinweise, dass möglicherweise B Vitamine, insbesondere Vitamin B12 das durchblutungsfördernde Medikament Naftidrofuryl, das Lokalanästhetikum Lidocain, sowie Calciumantagonisten einen Einfluss auf die Entstehung von Krämpfen haben könnten.
Bei älteren Personen treten oft nächtliche Wadenkrämpfe auf. Vorbeugend wirken eine ausreichende Flüssigkeitszufuhr, eine ausgewogene, magnesiumreiche Ernährung, leichte und regelmäßige Bewegung und Dehngymnastik.

## Krampftypen
Weitere Krampftypen sind Hitzekrämpfe sowie zerebrale Krampfanfälle. Rasch aufeinanderfolgende Krämpfe wie bei einem Krampfanfall werden auch Konvulsionen genannt. Sie sind typisch für die Epilepsie.
Tonische Krämpfe (lang anhaltende) werden beim Wundstarrkrampf, beim tonischen Fazialiskrampf, beim Torticollis und gelegentlich bei der Hysterie beobachtet.
Meist stark schmerzhafte Krämpfe der glatten Muskulatur an Hohlorganen (z. B. Gallenblase, Darm, Harnblase, Niere) werden als Koliken bezeichnet. Im Zusammenhang mit Blutgefäßen, Bronchien und dem Kehlkopf spricht man auch von Spasmen, etwa dem Vasospasmus, Bronchospasmus oder Laryngospasmus.